# 羌黎密塘体育场
羌黎密塘体育场（Changlimithang Stadium）位于不丹首都廷布的多功能体育场，並作为国家体育场。它是目前主要用于足球和射箭比赛，作為國家選拔隊以及多支基於廷布的足球俱樂部的主場。这个体育场能容纳45000人。羌黎密塘体育场也是不丹第一开放戏剧演出的场地。
除了作为不丹奥林匹克委员会和不丹残疾人奥林匹克委员会的总部外，体育场还为壁球、台球和网球提供设施。
體育場最初建於1974年，是為第四世吉格梅·辛格·旺楚克加冕而建，2007年第五世吉格梅·凯萨尔·纳姆耶尔·旺楚克加冕之前進行了全面翻新。2009年，足球場安裝了泛光燈，並於2012年鋪設了常綠草坪，以配合全國聯賽第一個賽季開季。體育場海拔2,300米（7,500英尺），是世界上最高的體育場之一。體育場在足球界引起了許多爭議，因為海拔高度影響了人體對氧氣的吸收，這為更習慣這種條件的主隊提供相當大的優勢。

## 近年狀況

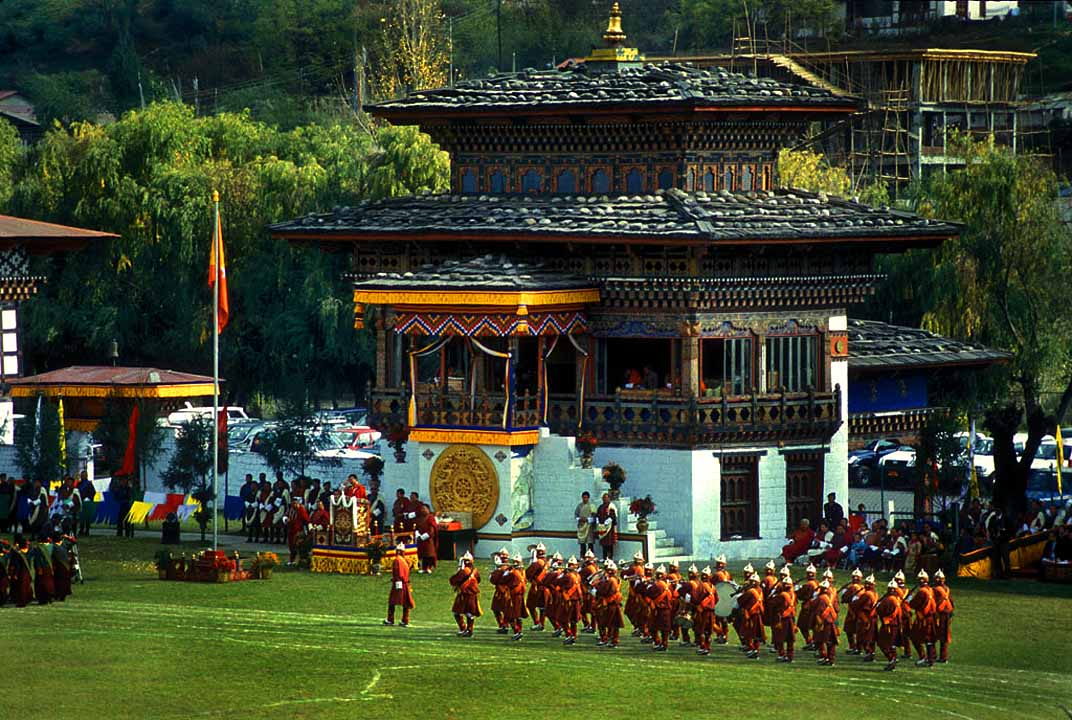
用於射箭比賽場地

體育場作為不丹國家級多功能場館，其發展歷程深刻反映該國社會變遷。2011年吉格梅·凱薩爾·納姆耶爾·旺楚克國王與王后佩瑪的世紀婚禮在此舉行，儘管場館數年前已擴建至萬人容量，仍無法容納所有希望見證盛典的民眾，顯示該場地在國民心中的特殊地位。婚禮後啟動的場地升級工程具有里程碑意義，原天然草皮因雨季積水與養護困難，長期影響賽事品質，2012年獲國際足總資助改鋪荷蘭製人工草皮，此工程由英荷專業團隊施工，總耗資90萬美元。
場館轉型過程中遭遇多重挑戰，2012年3月動工時低溫延誤進度，夏季雨季又阻礙建材運輸，險些導致全國聯賽延期。經克服困難後，2012年12月啟用新草皮的首場賽事由國際足聯主席塞普·布拉特親自主持開球並參賽，象徵國際足聯對不丹足球發展的重視。人工草皮的引進不僅提升球員表現，更創造獨特營運模式——每日下午5點至凌晨1點開放公眾租用，週末延長至晚間9點，此舉使場地使用率達日均14小時，為不丹足協帶來可觀收益，首兩週即創收7.5萬努，資金用於規劃全國人工草皮推廣 。
場館的國際能見度持續提升，2014年曾作為世界盃獎盃全球巡展站點。英國歌手紅髮艾德於2025年1月24日在此舉行「數學符號巡演」，這將成為不丹史上首場國際級演唱會。